# 2011 en Algérie
Chronologie de l’Algérie
- 2007
- 2008
- 2009
- 2010
- 2011
- 2012
- 2013
- 2014
- 2015

Cet article présente les faits marquants de l'année 2011 en Algérie ou relatifs à l'Algérie; datation selon le calendrier grégorien.

## Chronologie

### Janvier 2011
- Lundi 3 janvier 2011 : Début des protestations populaires en Algérie.

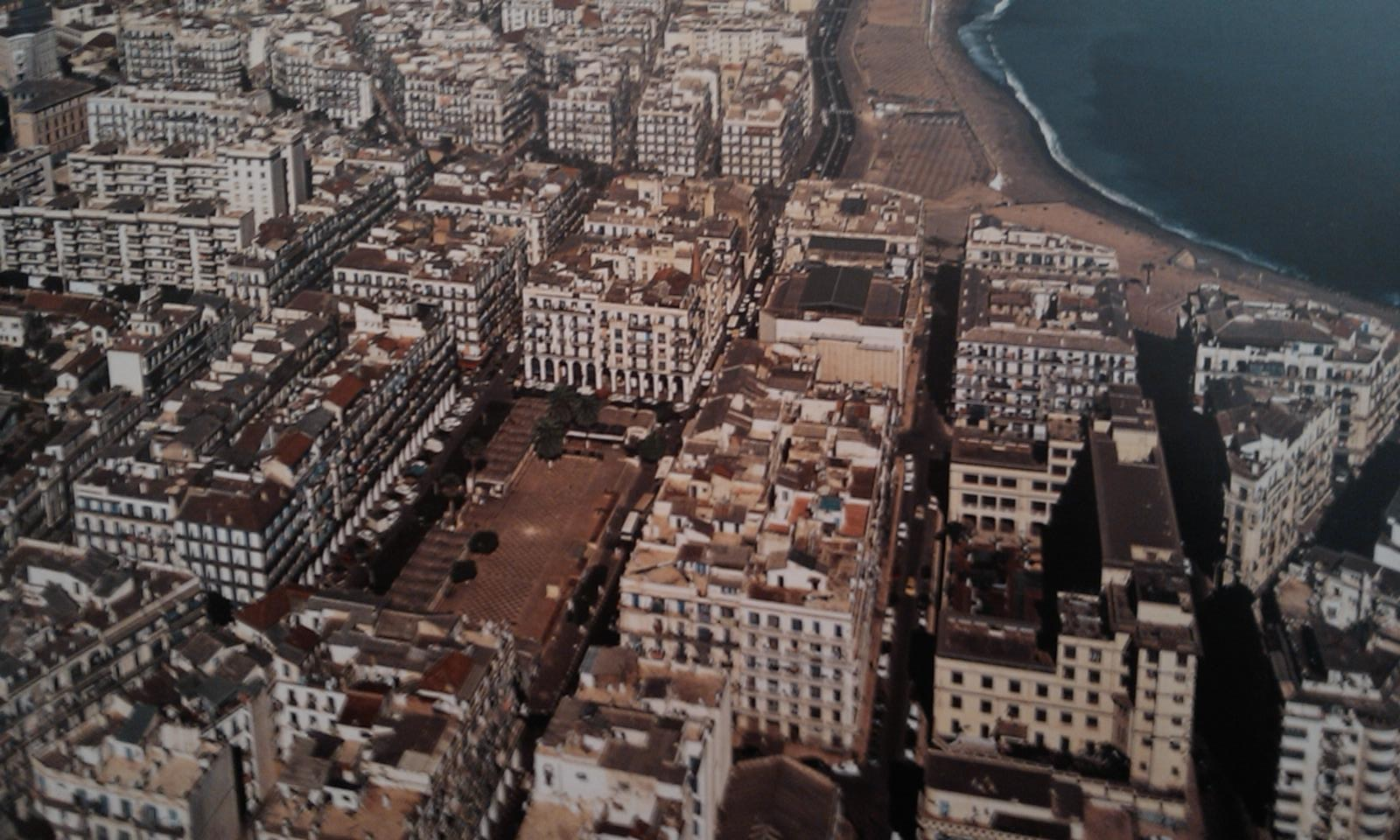
Bal el-Oued, Alger
(octobre 2010)

- Mercredi 5 janvier 2011, Alger : Des émeutes ont eu lieu dans la soirée dans le vieux quartier de Bab el Oued. Des dizaines de jeunes ont manifesté contre la flambée des prix et affronté les forces de l'ordre à coups de pierres. Des voitures ont été incendiées ainsi que le garage d'un concessionnaire automobile.
- Samedi 8 janvier 2011 : Des affrontements ont eu lieu depuis 4 jours entre des manifestants protestants contre la vie chère et les forces de sécurité dans plusieurs villes. Des groupes de jeunes casseurs ont fait beaucoup de dégâts aux commerces et aux bâtiments publics. Un jeune commerçant protégeant le bar de son père a été tué dans la région de Tiaret. Au total 5 manifestants ont trouvé la mort, quelque 800 personnes ont été blessées, essentiellement des membres des forces de l'ordre, et un millier de manifestants ont été arrêtés.
- Dimanche 9 janvier 2011 : Le gouvernement baisse temporairement les prix de l'huile alimentaire et du sucre pour calmer les tensions dans l'espoir d'enrayer la hausse des prix et les manifestations dans plusieurs villes d'Algérie. Le gouvernement précise qu'il « attend des producteurs et des distributeurs d'en répercuter en urgence les effets sur les prix ». Depuis mercredi, le pays est en proie à de violentes émeutes déclenchées par un taux de chômage élevé et une hausse récente des prix des produits alimentaires de base. Au moins cinq personnes ont été tuées.
- Samedi 15 janvier 2011 :
  - Wilaya de Tebessa : Un Algérien de 37 ans s'est immolé par le feu, devant la mairie de la ville minière de Boukhadra, après s'être aspergé d'essence. Il voulait un logement social et meurt de lendemain au service des grands brûlés de l'hôpital Ibn Rochd d'Annaba. Trois autres avaient tenté ces derniers jours d'en faire autant. Le président de l'Assemblée populaire communale (Conseil municipal) a été relevé de ses fonctions par le wali (préfet) de Tebessa qui s'est rendu immédiatement sur les lieux.
  - Wilaya de Jijel : Un Algérien de 27 ans s'est immolé par le feu devant le commissariat de police de la ville de Jijel. Des policiers sont intervenus rapidement pour éteindre le feu à l'aide d'un extincteur.
- Dimanche 16 janvier 2011 :
  - Wilaya de Mostaganem : Un Algérien de 34 ans s'est immolé par le feu devant le siège de la Sûreté de Mostaganem après s'être aspergé d'essence. Des policiers ont réussi à éteindre les flammes.
  - Wilaya de Boumerdès : Un Algérien de 40 ans s'est immolé par le feu dans l'enceinte de la daïra (sous-préfecture) de Bordj Menaïel. Père de 6 enfants, il voulait un logement social. Un employé de la daïra a réussi à éteindre le feu.
- Mardi 18 janvier 2011, Wilaya d'El Oued : Un chômeur de 36 ans s'est immolé par le feu dans la région d'El Oued près de la frontière avec la Tunisie. Quatre autres Algériens ont tenté ces derniers jours de mettre fin à leurs jours en s'immolant par le feu.
- Mercredi 19 janvier 2011 :
  - L'ancien no 2 du Front islamique du salut dissous, Ali Benhadj, est inculpé d'« atteinte à la sécurité de l’État » et d'« incitation à la rébellion armée ».
  - Sept personnes, souvent dans une situation sociale très précaire, ont tenté ces derniers jours de s'immoler par le feu.
- Vendredi 21 janvier 2011 : Un groupe d'une trentaine d'universitaires, de journalistes et de personnalités algériennes publie un appel au changement démocratique dans leur pays, après celui survenu en Tunisie voisine. Les signataires appellent « à la convergence de toutes les [...] initiatives de citoyens, d’associations, de syndicats et de partis politiques allant dans le sens de la levée du carcan sur la vie publique et pour l’avènement de l’alternance démocratique en Algérie ». Les signataires estiment que cette « juste action du peuple tunisien ouvre une nouvelle situation politique dans un Maghreb lié par un destin commun »[1].
- Samedi 22 janvier 2011, Alger  Plusieurs personnes ont été blessées, dont le député Othmane Amazouz et un dirigeant régional de l'opposition, et d'autres arrêtées, dont le député Arezki Aïter, dans des heurts avec la police à Alger lors d'une tentative de manifestation pour la démocratie, organisée par le Rassemblement pour la Culture et la Démocratie (RCD), mais interdite par les autorités[2]. 7 policiers et 42 manifestants ont été blessés.
- Dimanche 30 janvier 2011, wilaya de Tébessa : Un attentat à la bombe au passage d'un camion de l'armée a fait 2 blessés graves à Mezeraa. Cette zone est réputée être le fief de groupes armés auteurs d'attentats meurtriers au cours des dernières années à l'est du pays.

### Février 2011

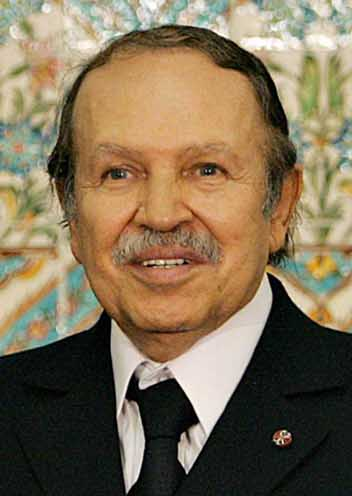
Abdelaziz Bouteflika
(février 2006)

- Mercredi 2 février 2011 : 21 députés de plusieurs formations politiques ont déposé un projet de loi devant l'Assemblée populaire nationale pour lever l'état d'urgence, en vigueur depuis 19 ans, estimant que l'amélioration de la situation sécuritaire « enlève tout argument pratique au maintien de cet état de fait ». Depuis début janvier, les émeutes ont fait 5 morts et plus de 800 blessés. Pour être recevable une proposition de loi doit émaner d'un minimum de 20 députés, avant d'être soumise au conseil des ministres après avis du Conseil d’État puis déposée par le chef du gouvernement devant le parlement.
- Jeudi 3 février 2011 : Le président Abdelaziz Bouteflika annonce la levée « dans un très proche avenir » de l'état d'urgence en vigueur depuis 1992. Il estime que « l'accès des partis politiques à la télévision et aux radios, aucune loi ou instruction ne l'ont jamais interdit à quelque formation ou association légale que ce soit [...] la télévision et la radio doivent donc assurer la couverture des activités de l'ensemble des partis et organisations nationales agréés et leur ouvrir équitablement leurs canaux ». Cependant, il a souligné que les formations politiques et organisations nationales devront « tenir compte des dispositions de la Constitution et des lois relatives aux activités politiques » car « la liberté ne devra pas aboutir dans quelque circonstance que ce soit, aux dérapages ou à l'anarchie auxquels l'Algérie a déjà versé un lourd tribut ». Les partis d'opposition et la société civile se plaignent régulièrement que ni la télévision, ni la radio, ne leur accorde de temps de parole ni ne couvrent leurs activités[3].

- Vendredi 4 février 2011 :

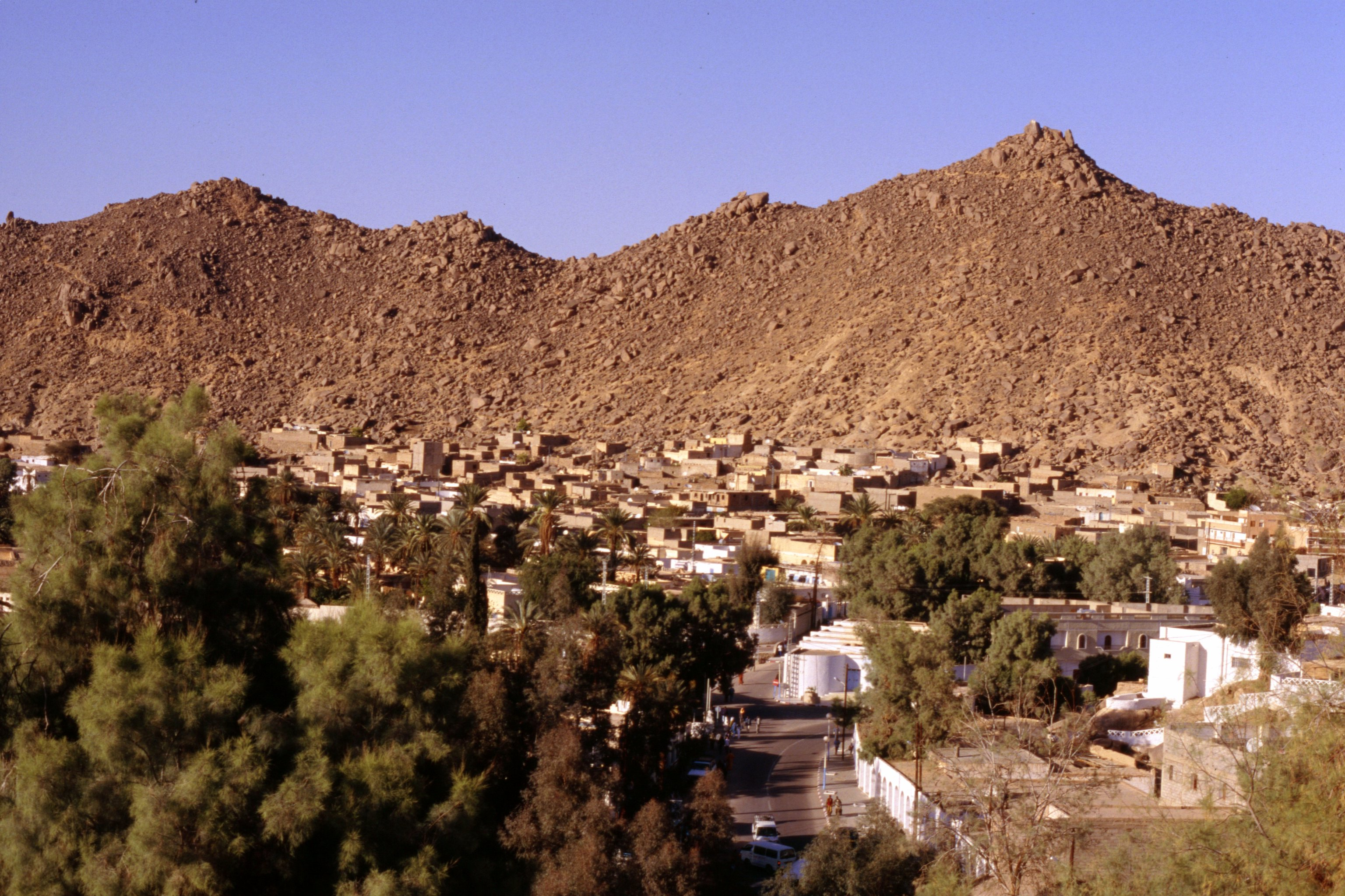
Djanet, vue générale de la ville

  - Wilaya d'Illizi : Une touriste italienne a été enlevée dans la nuit dans le secteur de Tadrart. Elle venait de se ravitailler à Djanet, avant d'être prise en filature par deux groupes de terroristes munis d'armes automatiques, à bord de deux véhicules tout terrain. Son guide et son cuisinier ont été relâchés.
  - Wilaya de Bouira : Un islamiste présenté comme un haut responsable d'AQMI a été tué dans la région de Bouira (120 km au sud-est d'Alger). Kamel Bourihane, alias Abou Hafs est tombé dans une embuscade de l'armée algérienne alors qu'il circulait à bord d'un véhicule sur une route entre les zones montagneuses et boisées de Haïzer et de Tikjda. Il faisait partie du groupe armé ayant planifié les attentats suicide perpétrés par AQMI dans Alger en avril et en décembre 2007.
- Dimanche 6 février 2011, Wilaya de Tébessa : Deux islamistes armés ont été tués par l'armée algérienne à Bir Al Ater (640 km à l'est d'Alger), lors d'un accrochage avec des soldats dans le massif forestier de Djebel Labiod où l'armée mène depuis une dizaine de jours une opération de ratissage après que 2 militaires aient été grièvement blessés par l'explosion d'une bombe artisanale le 30 janvier.
- Vendredi 11 février 2011, Alger : Six personnes ont été interpellées alors qu'elles participent à un rassemblement de militants du Rassemblement pour la culture et la démocratie (RCD) pour saluer la chute du président égyptien Hosni Moubarak alors qu'une grande manifestation, organisée par la Coordination nationale pour la démocratie et le changement (CNDC), pour « changer le système » en Algérie est prévue pour le lendemain. Selon le président du RCD, Saïd Sadi, les autorités sont « en train d'encercler la capitale » pour empêcher d'éventuels manifestants d'arriver; « les trains sont interdits d'accès à Alger et les transports en commun sont en train d'être bloqués », 10 000 policiers sont dépêchés et « d'importantes quantités de grenades lacrymogènes ont été déchargées »[4].
- Samedi 12 février 2011 :
  - Alger : Grande manifestation organisée par la CNCD réprimée par les forces de l'ordre[5]. Des échauffourées ont éclaté peu avant le début de la marche organisée par l'opposition réclamant davantage de liberté et la levée de l'état d'urgence. Quelques manifestants y ont été interpellés après avoir crié « Bouteflika dehors » dont un député du RCD. Environ 2 000 personnes ont forcé un cordon policier situé sur la place du 1er mai et tentant de défiler en direction de la grande place des Martyrs. Ali Belhadj, un des chefs du Front islamique du salut (FIS), organisation dissoute par les autorités algériennes, participe à la marche pour un « changement de système ».
  - Des rassemblements de très courte durée se sont également tenus à Oran, ainsi qu'à Constantine, Annaba, Tizi Ouzou et Bejaia.
  - Wilaya de Sidi Bel Abbès : Trois islamistes armés, membres du groupe "Houmat Ed-Daawa ES-Salafia" (les défenseurs de la prédication salafiste HDS), ont été tués en moins de 24 heures dans la zone montagneuse de Tafrent (430 km à l'ouest d'Alger). Le HDS est un groupe dissident du Groupe islamique armé (GIA) qui avait été créé en 1996 dans l'ouest algérien et démantelé par les autorités en janvier 2005.
- Dimanche 13 février 2011 :
  - La Coordination nationale pour le changement et la démocratie (CNDC) appelle à de nouvelles mobilisations à Alger tous les samedis « jusqu'à ce que le régime tombe » : « Nous devons avancer, doucement mais sûrement, comme un pays qui a connu une guerre civile. Nous ne pouvons pas adopter le modèle égyptien car il nous faut briser le mur de la peur et du silence ».
  - Des affrontements ont eu lieu à Annaba, entre policiers et jeunes chômeurs qui dénonçaient les lenteurs de l'administration dans l'opération des offres d'emploi à durée déterminée pour jeunes, avec ou sans diplômes, initiés par l'action sociale. Quatre policiers ont été blessés[6].
- Samedi 19 février 2011 : Deuxième manifestation organisée par la CNCD réprimée par les forces de l'ordre.
- Mardi 22 février 2011 : Le Conseil des ministres algérien annonce une série de mesures en faveur de l'économie, de l'emploi et du logement, près de deux mois après les émeutes contre la vie chère qui ont fait début janvier cinq morts et plus de 800 blessés. Parmi les décisions prises : une ligne de crédit de 100 milliards de dinars (1 milliard d'euros) octroyée aux banques publiques afin de leur permettre de financer des projets à « maturité longue » ; la création de sociétés publiques de leasing destinées à alléger le coût de la location-vente des équipements pour les nouvelles petites et moyennes entreprises ; l'augmentation de l'abattement des cotisations patronales de cotisation à la sécurité sociale afin d'alléger les cotisations patronales pour le recrutement des jeunes demandeurs d'emploi. Plusieurs mesures ont aussi été prises visant à améliorer l'offre et l'accès au logement, en particulier la création d'un fonds de garantie du crédit bancaire aux Algériens désireux d'acquérir ou de construire leur propre habitation[7].
- Jeudi 24 février 2011 : L'état d'urgence en vigueur depuis 19 ans est levé, selon un décret publié au Journal Officiel. L'état d'urgence avait été instauré en 1992 alors que des violences frappaient le pays après l'annulation d'élections législatives remportées par le Front islamique du salut qui promettait d'instaurer une « République islamique » sur le modèle iranien.
- Samedi 26 février 2011 : Troisième manifestation organisée par la CNCD réprimée par les forces de l'ordre[8].

### Mars 2011
- Mardi 1er mars 2011 : Canal+ annonce l'arrêt de la commercialisation des abonnements en Algérie, « aussi longtemps que le contrôle du piratage ne portera pas ses fruits ». Les abonnés existants continueront, par le biais de cartes prépayées, de recevoir Canal + par satellite jusqu'à la fin de 2011[9].
- Mercredi 2 mars 2011 : Deux groupes parlementaires d'opposition — le Rassemblement pour la culture et la démocratie (19 députés) et le Front national algérien (15 députés)  — ont boycotté l'ouverture de la session de printemps 2011 de la chambre des députés en Algérie. Le RCD a adopté depuis les émeutes du début janvier une attitude radicale, dans la foulée des révolutions de Tunisie et d'Égypte et milite pour un « changement du système » politique[10].
- Dimanche 6 mars 2011, Alger : Un sectionnement de 21 câbles de fibre optique, lors des travaux de terrassement du tramway à Mohammadia, a entraîné d'importantes perturbations du réseau internet dans la capitale[11].
- Lundi 7 mars 2011 :
  - Selon le ministère de la Santé, une centaine personnes ont été atteintes de la grippe A/N1H1 depuis octobre 2010 et 4 d'entre elles sont mortes.
  - Alger : Des milliers de gardes communaux, chargés de suppléer la gendarmerie dans les villages algériens, ont forcé plusieurs cordons de police et ont marché jusqu'à l'Assemblée nationale pour réclamer une hausse des salaires[12].
  - Un chef local d'Al-Qaida au Maghreb islamique, Mourad Bouher alias Abou Tourab, a été tué par l'armée à Bordj Menaïel.
- Mercredi 9 mars 2011 : Cinq personnes, dont trois membres d'une même famille, ont été tuées par l'explosion d'une bombe artisanale au passage de leur véhicule, dans la région de Djelfa (270 km au sud d'Alger)[13].
- Vendredi 11 mars 2011 : Un ex-officier algérien interrogé par le juge antiterroriste français Marc Trévidic lui confie que l'enlèvement des moines de Tibéhirine a été commandité par la sécurité militaire algérienne pour « faire un chantage vis-à-vis de la France et jeter un discrédit sur les mouvements islamistes ». Le témoin était officier en poste à Blida au moment de l'enlèvement des sept religieux[14].
- Samedi 19 mars 2011 : Le président Abdelaziz Bouteflika a promis, à Mostaganem une « nouvelle page sur la voie des réformes globales », y compris politiques, après « la levée de l'état d'urgence » effective depuis le 24 février[15].
- Mercredi 23 mars 2011, Alger : Les émeutes déclenchées dans un quartier populaire contre la démolition de baraques illégales ont fait au moins 40 blessés, dont 1 policier[16].
- Samedi 26 mars 2011 : 49e anniversaire de la proclamation du cessez-le-feu en Algérie (19 mars 1962). Le CNCD, Coordination nationale des enfants de Moudjahiddine organise une Marche Pacifique entre la place des Martyrs et le Palais du Gouvernement à Alger, mais a été bloquée par la police[17],[18].
- Dimanche 27 mars 2011 : Le Secrétaire d’État chargé de la Communauté algérienne établie à l’étranger Halim Benatallah déclare que l’Algérie veut conserver les privilèges contenus dans les accords signés avec la France en 1968 en matière de visas, mais refuse toute réciprocité « pour la simple raison que les accords de 1968 portent sur la communauté algérienne en France et non pas le contraire »[19].

### Avril 2011
- Mardi 5 avril 2011 : le ministre délégué chargé des Affaires maghrébines et africaines Abdelkader Messahel dit s’inquiéter de la présence croissante d'Al-Qaida au Maghreb islamique (AQMI) en Libye et du fait qu'il pourrait « accaparer un armement lourd et sophistiqué de nature à mettre en péril la sécurité dans cette région et bien au-delà » ce qui aurait des «  conséquences sur la sécurité et la stabilité des pays du voisinage »[20].
- Samedi 9 avril 2011 : 1er TEDx à l'École Nationale Supérieure d'Informatique à Alger.
- Mardi 12 avril 2011 : manifestation non autorisée de 2 000 étudiants à Alger contre le nouveau système de délivrance des diplômes et le mauvais fonctionnement de l'université[21].
- Vendredi 15 avril 2011 :
  - Kabylie : une attaque menée par un groupe armé islamiste contre le poste militaire d'Azazga fait quatorze morts et une dizaine de blessés[22].
  - Le président Abdelaziz Bouteflika dans son discours à la nation annonce une révision de la Constitution pour « renforcer la démocratie »[23].
- Dimanche 17 avril 2011 :
  - Cinq soldats et un gendarme algériens ont été tués dans deux attentats à Bouderbala et près d'Ammal (est d'Alger)[24].
  - Ouverture du 20e Salon international de l'informatique, de la bureautique et de la communication - Alger (jusqu'au 23 avril)[25].
- Vendredi 22 avril 2011 : le ministre des Affaires étrangères dément les accusations du Conseil national de transition libyen reprochant à l'Algérie de soutenir le colonel Mouammar Kadhafi et de lui envoyer des mercenaires. La presse algérienne affirme que les accusations du CNT sont inspirées par le Maroc avec lequel l'Algérie entretient des divergences sur le Sahara occidental[26].
- Dimanche 24 avril 2011 : l'opposition réunie dans la Coordination nationale pour le changement et la démocratie demande une transition politique et la mise en place d'une autorité gouvernementale aux pouvoirs élargis pour mener le pays à un référendum constitutionnel : « Le CNTD veillera à dissoudre toutes les institutions élues, nommer un gouvernement de transition pour gérer les affaires courantes et à préparer pour engager le pays dans une refondation nationale dont la clé de voûte sera la rédaction d'une Constitution qui sera proposée au peuple algérien par voie référendaire », pendant cette phase de transition, le CNTD aura « sous son autorité l'armée et l'ensemble des forces de sécurité ». Cette coordination comprend : le Rassemblement pour la culture et la démocratie, le Parti pour la laïcité et la démocratie et le Mouvement démocratique et social et des associations[27].
- Lundi 25 avril 2011 : l’ambassadeur palestinien Hocine Abdelkhalek a été la cible d'une « tentative d'assassinat » dans son ambassade par un groupe de trois hommes armés. L'ambassade accuse l'ex-homme fort du Fatah dans la bande de Gaza, Mohammad Dahlane, d'être le commanditaire de cette opération[28].
- Mercredi 27 avril 2011, Kabylie : un attentat à la bombe d'AQMI cause la mort de deux gendarmes dans la région de Bordj Menaïel[29].

### Mai 2011
- Lundi 2 mai 2011 :
  - Sept membres d'AQMI ont été arrêtés dans la région d'Abelsa (Wilaya de Tamanrasset) et un important matériel[30].
  - Plusieurs centaines d'étudiants de l'université d'Alger ont manifesté contre la dévalorisation des diplômes et pour un changement du système. Neuf personnes ont été blessés dont trois policiers[31].
- Samedi 7 mai 2011, Kabylie : Un journaliste algérien est abattu dans la ville de Baghlia (100 km à l'est d'Alger)[32]. Cinq militaires ont été tués et cinq autres blessés dans un attentat à la bombe dans la zone de Jijel (350 km à l'est d'Alger)[33].
- Dimanche 8 mai 2011 : Lors de l'inauguration de la première ligne de tramway de 7,2 km, le président de la RATP Pierre Mongin déclare que la première ligne de 9,5 km du métro d'Alger, en construction depuis 30 ans, devrait entrer en service au plus tard en janvier 2012. La RATP sera l'exploitant gestionnaire du service pour 8 ans[34].
- Vendredi 20 mai 2011 : Début des consultations politiques[35].
- Lundi 30 mai 2011 : Violents affrontements entre les forces de l'ordre et les vendeurs informels à la place des Martyrs à Alger[36].

### Juin 2011
- Samedi 4 juin: Match de Football entre le Maroc et l'Algérie comptant pour l'élimination de la CAN 2012 à Marrakech[37].

### Juillet 2011
- Vendredi 15 juillet: Début du championnat arabe U17 de Football[38].

### Août 2011
- mercredi 3 août: Ouverture de la Médina au Complexe sportif Mohamed Boudiaf à Alger organisée par la Radio Algérienne et l’opérateur Nedjma[39].

### Octobre 2011
inauguration du metro d'alger par le president de la republique[réf. nécessaire]